# Vladimir Gluščević
Vladimir Gluščević (srbskou cyrilicí Bлaдимиp Глушчевић; * 20. října 1979, Kotor, Jugoslávie) je černohorský fotbalový útočník, který v současné době hraje v izraelském klubu Hapoel Haifa. Významná část jeho kariéry je spjata s černohorským klubem FK Mogren.
Jeho bratr Igor Gluščević je bývalý fotbalista.

## Klubová kariéra
Gluščević hrál v letech 1999–2003 v černohorském klubu FK Mogren.
Poté strávil jednu sezónu (2003/04) v českém klubu AC Sparta Praha (sešel se zde se svým bratrem Igorem). Začínal v rezervě, na jaře 2004 pak odehrál 4 zápasy za A-tým, gól nevstřelil. Debutoval v Gambrinus lize 6. března 2004 v bezbrankovém utkání proti Sigmě Olomouc. Poté ještě nastoupil 22. března proti Slovanu Liberec (0:0), 27. března proti Slovácku (prohra 0:2) a 4. dubna proti Blšanům (výhra 1:0). Ve všech zápasech střídal. Sparta obsadila na konci soutěže konečné druhé místo za Baníkem Ostrava. V téže sezóně ale získal s klubem český fotbalový pohár, ve finále proti Baníku Ostrava (výhra 2:1) odehrál několik závěrečných minut.
V letech 2004–2006 hrál kopanou v Srbsku a Černé Hoře, postupně za kluby Budućnost Podgorica, Borac Čačak a FK Rad. Během sezóny 2006/07 působil v rumunském klubu Politehnica Timișoara, kam si jej přivedl legendární bývalý fotbalista a trenér Gheorghe Hagi. Po Hagiho odchodu Vladimir ztratil místo v základní sestavě. Odešel tedy zpět do rodné Černé Hory (již samostatné, dříve byla součástí soustátí Srbsko a Černá Hora), kde si našel angažmá v klubu FK Mogren, se kterým vyhrál dvakrát první černohorskou fotbalovou ligu (v sezónách 2008/09 a 2010/11) a jednou černohorský fotbalový pohár (v ročníku 2007/08). Na jaře 2011 byl hráčem španělského druholigového celku Albacete Balompié, odkud se v létě 2011 vrátil zpět do FK Mogren. V září 2011 podepsal smlouvu s izraelským týmem Hapoel Haifa.